# Поклонение волхвов (картина ван дер Вейдена)
«Поклонение волхвов» или «Алтарный образ Святого Колумбы» (нидерл. Columba-altaarstuk) — алтарный триптих ранненидерландского живописца Рогира ван дер Вейдена. Работа, датируемая периодом между 1450 и 1464 годами, состоит из трёх картин, написанных маслом по дубовой доске. Алтарный образ несколько веков находился в церкви Святого Колумбы в Кёльне и в настоящее время входит в коллекцию живописи Старой пинакотеки в Мюнхене.

## Предыстория

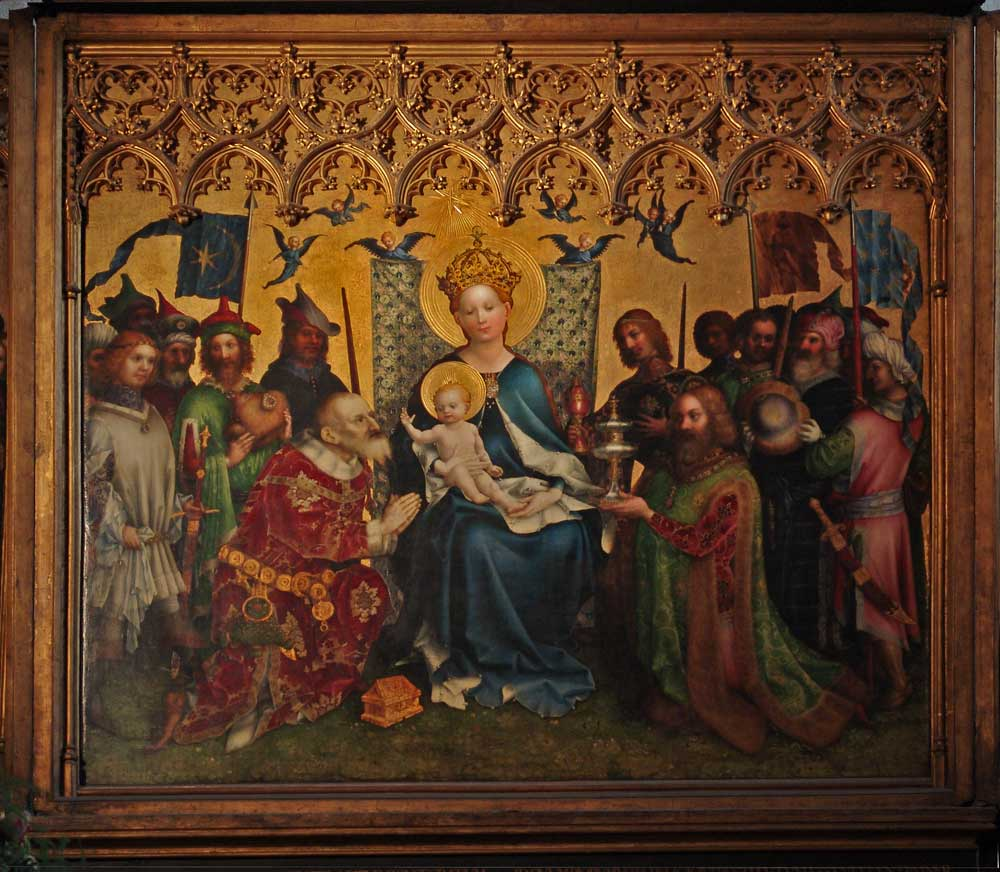
Поклонение волхвов. Центральная часть триптиха Штефана Лохнера в честь святых-покровителей Кёльна

Выбор художником популярного богословского и иконографического сюжета Поклонение волхвов был неслучаен — в XII веке в Кёльн перенесли якобы мощи волхвов и с этих пор город стал своеобразным центром посвященного им культа. «Поклонение волхвов» было центральной картиной триптиха Штефана Лохнера в честь святых-покровителей Кёльна (1440-е гг.), написанного для алтарного образа Кёльнского собора. Не только в многочисленных деталях и мотивах картины ван дер Вейдера заметно влияние Лохнера, но и предполагают, что превзойти в мастерстве популярного кёльнского художника было условием, которое заказчик поставил вам дер Вейдену. Имя заказчика окончательно не установлено, высказываются мнения за и против того, что это мог быть бургомистр Кёльна фон дем Вассервасс.

## Описание
На триптихе изображены сцены из ранней жизни Иисуса Христа. Картины выполнены маслом на дубовых досках. Слева направо изображены Благовещение (138 x 70 см), Поклонение волхвов (138 x 153 см) и Сретение (138 x 70 см). Обратная сторона левой и правой панелей покрыта защитным слоем краски и не содержит признаков того, что под ним скрыты гризайли или другие декоративные элементы. Дворцовое великолепие картины ван дер Вейдена сочетает реализм в деталях с религиозной символикой и религиозными аллюзиями. Все персонажи изображены с выражением глубокой серьёзности на лицах, и все черты лиц тщательно проработаны. Ван дер Вейден был первым, кто изобразил интерьер и экстерьер одного и того же здания на двух панелях. Учёные отмечают, что одновременное изображение на центральной панели алтарного образа хлева и храма противоречит описанию Рождества в Евангелии от Луки, согласно которому хлев находится в Вифлееме, а храм в Иерусалиме.

### Благовещение

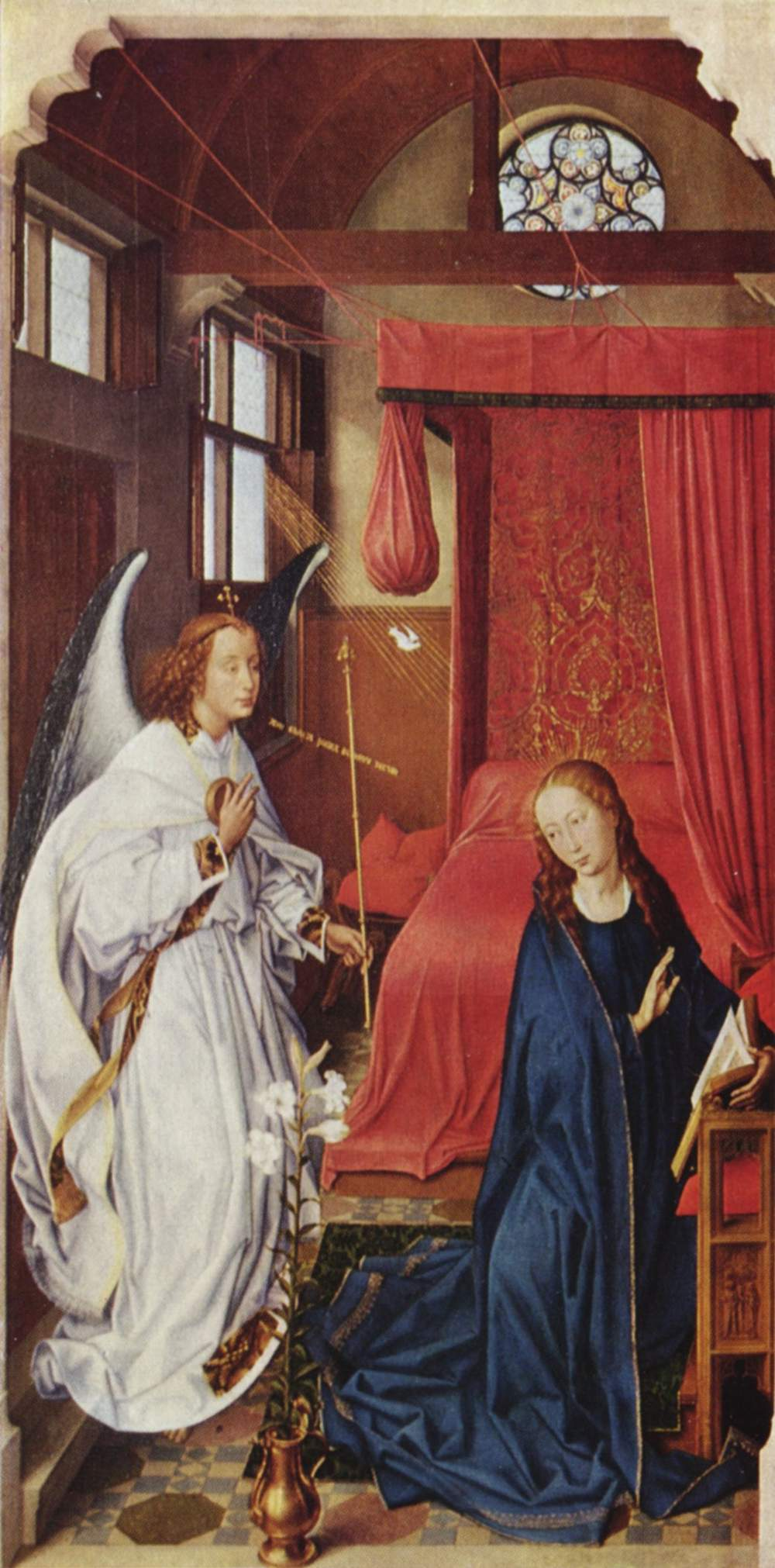
Левая панель триптиха «Благовещенье»

На левой панели триптиха изображён евангельский сюжет «Благовещение». Архангел Гавриил был послан Богом в Назарет к Деве Марии с вестью о грядущем рождении от неё Спасителя мира. 
Фигуры расположены в чётко ограниченном и тесном пространстве, лишённом глубины и перспективы: даже кровать и другие предметы «заднего плана» скорее подчеркивают поверхность, чем обозначают перспективу. Сцена Благовещения позволяет заглянуть в спальню семьи среднего достатка, как будто эта спальня расположена в одном из домов, что видны на заднем плане центральной панели триптиха.

### Поклонение волхвов

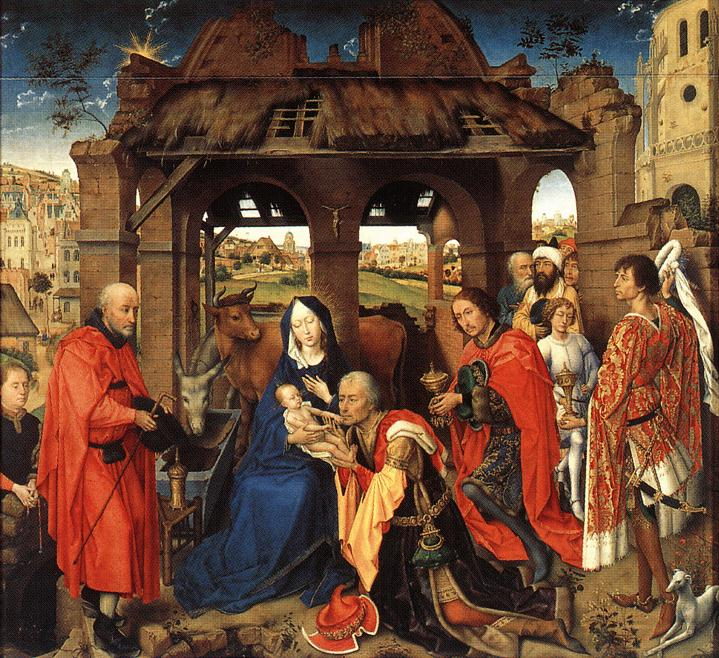
Центральная панель триптиха «Поклонение волхвов»

Хлев выступает в роли сценической декорации, на фоне которой располагаются персонажи — хлев изображён в форме руин, что символизирует Ветхий Завет. На центральной панели триптиха доминируют фигура Марии с младенцем, справа от них изображены три волхва и их спутники. Волхвы расположены в нисходящем к центру, диагональном порядке, причём самый старший из царей преклоняет колени и держит ноги Младенца, а руки ребёнка подносит к своим губам. С левой стороны это нисходящее движение уравновешивается фигурой Святого Иосифа, которая зрительно обрамляет картину вместе с фигурой младшего из волхвов (последнего справа).
В крайней левой части панно, позади Иосифа изображён, вероятно, донатор, который оплатил труд художника. Заказчик с чётками в руках стоит на коленях, отделённый от остальных небольшой стеной. Городской пейзаж на заднем плане картины содержит несколько небольших фигур, идущих по крутой дорожке, которая сворачивает вниз к хлеву.
На колонне за спиной Марии изображено небольшое распятие. Вертикальная линия, проходящая через распятие, младенца Христа и зрительно подчеркнутая красной шляпой (у ног старшего из волхвов) указывает на будущие Страсти Христовы. Изображение распятия рядом с младенцем Христом не является анахронизмом — в большинстве позднесредневековых изображений младенца Иисуса он изображался с подсказками, раскрывающими необычную природу его бытия и жертвенной миссии. Интерпретационной основой, наиболее часто применяемой к таким изображениям, являются так называемые «Пролептические страсти» (англ. Proleptic Passion), то есть анахроническое проявление смерти Христа в сценах его младенчества — смешение начала и конца его человеческой жизни.

### Сретение

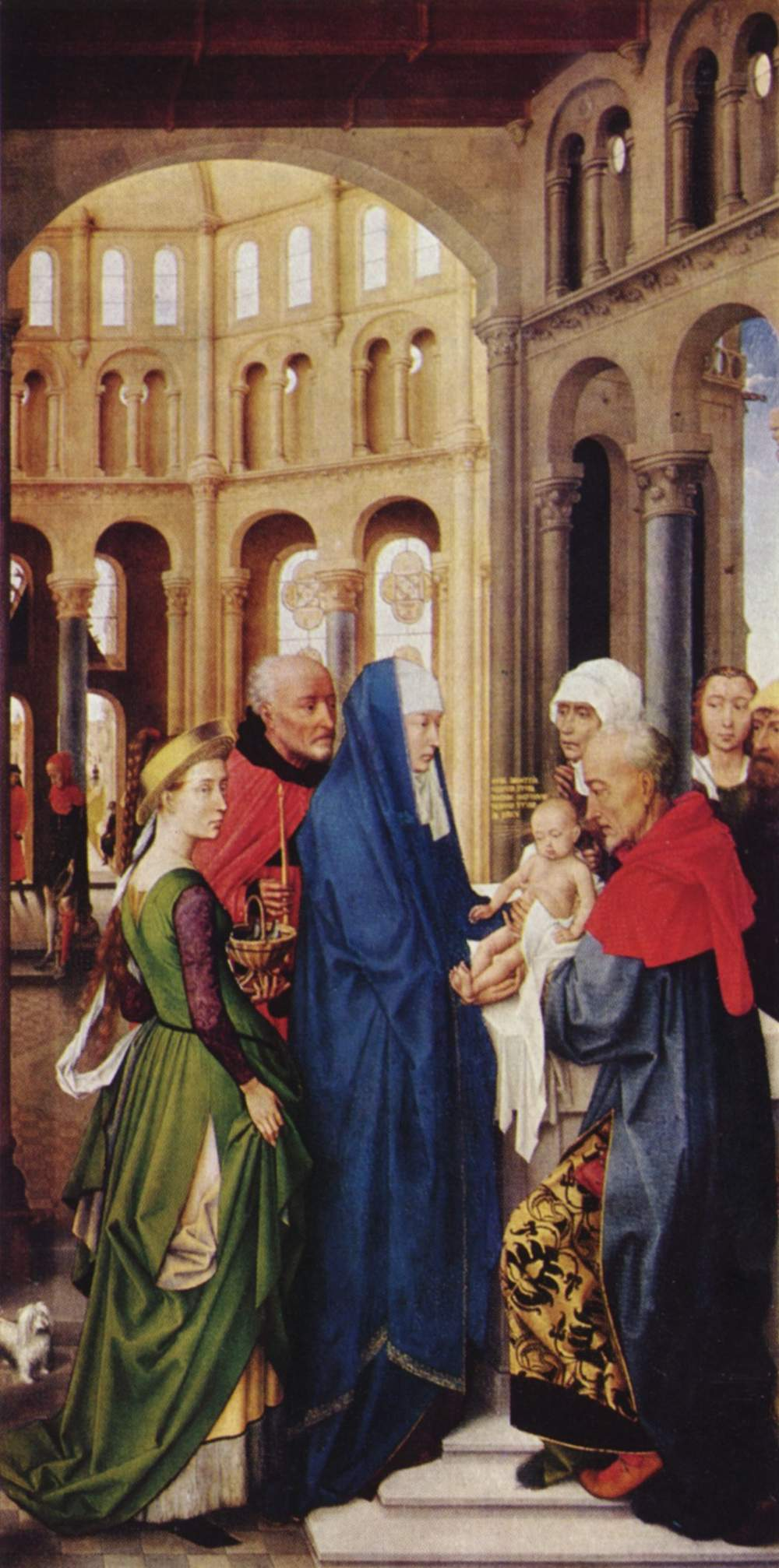
Правая панель триптиха «Сретенье»

На правой части триптиха — Мария вместе с Иосифом пришла из Вифлеема в Иерусалимский Храм, принеся сорокадневного младенца Иисуса. По закону Моисееву (Исх. 13:1-2,11-16), родители должны были приносить в храм для посвящения Богу своих первенцев на сороковой день после рождения. При этом полагалось в благодарность Богу принести жертву — в корзинке у служанки два птенца голубей.
Сцена Сретенья происходит у входа в восьмиугольное здание, в зоне, окружённой монументальными арками, — ещё одно смелое и новаторское использование пространства и перспективы.
Правая часть триптиха выполнена в манере «нидерландской школы», для которой характерна тщательная прорисовка внешнего облика персонажей и окружающего пейзажа, а также запечатленное на лицах выражение сосредоточенности и отрешенности.

## Провенанс
Предполагается, что первоначально триптих находился в капелле Св. Марии, которую Иоганн Ринк, меценат этого храма, построил как часть церкви Св. Колумбы в 1458—1464 годах, однако дарителем, изображенным на центральной панели является не он.
Документальный провенанс начинается с 1801 года, когда алтарный образ был внесён в опись кельнской церкви Святого Колумбы. Он находился в северном нефе семейной погребальной капеллы фон дем Вассервасс, посвященной Святому Георгию и вероятно построенной в 1460-х годах бургомистром Кёльна Годдертом фон дем Вассервассом. Он же мог быть заказчиком произведения. Поскольку картина неоднократно копировалась германскими художниками в конце XV — начале XVI, историк искусства Лорн Кэмпбелл сделал вывод, что триптих уже в то время находился в Кёльне. Сюльпис и Мельхиор Буассере приобрели триптих в 1808 году; а их коллекция была приобретена в 1827 году королем Баварии Людвигом I для Старой Пинакотеки в Мюнхене.

## Датировка и атрибуция
Первые владельцы триптиха коллекционеры Буасере приписывали триптих Яну ван Эйку. Начиная со второй половины XIX века авторство ван дер Вейдена считается общепризнанным.
Не существует ни одного дошедшего до нашего времени произведения Рогира ван дер Вейдена, подписанного или датированного. Также неизвестно никаких документов или современных художнику литературных источников, которые бы помогли искусствоведам уточнить датировку. Атрибуция сама по себе представляет собой основную задачу для историков искусства, а для неподписанных и недатированных работ ван дер Вейдена эта проблема особенно сложна. Тем не менее косвенные доказательства и стилистический анализ позволили специалистам прийти к редкому для этой области консенсусу в датировке и атрибуции ранних работ художника, выполненных под влиянием его учителя Робера Кампена. Иначе обстоит дело с более поздними работами ван дер Вейдена, последовательность и датировку которых специалисты определяли анализируя стилистическое развитие произведений художника.
Проблема датировки алтаря Святого Колумбы вызвала оживленные споры в среде историков искусства. Большинство специалистов второй половины XX века датирует работу концом 1450-х, началом 1460-х годов. С ними не согласен бельгийский искусствовед Ван Пуйвельде, связывая алтарь Колумбы с более ранней работой ван дер Вейдена «Снятие с креста».
Кроме анализа стилистического развития картин ван дер Вейдена, искусствоведы принимают во внимание размеры триптиха и даты постройки помещений, в которых мог бы быть размещен алтарь. Также принимается во внимание проблема определения личности спонсора алтаря. Историк искусства Эрвин Панофский исследовал городской пейзаж на центральной панели и пришёл к выводу, что замок, изображенный там, говорит в пользу датировки позднее 1452 года. Вдобавок, третий царь с центральной части триптиха идентифицирован некоторыми специалистами, как Карл Смелый, возраст изображенного не менее 25 лет, что говорит в пользу более поздней датировки произведения — позднее 1458 года.
С помощью инфракрасной рефлектографии исследователи обнаружили, что это произведение художника отличается от других, и вероятно объясняется тем обстоятельством, что над триптихом работали помощники ван дер Вейдена. Некоторые ученные считают, что в работе над этим триптихом принимал участие Ханс Мемлинг, который вероятно стажировался в мастерской ван дер Вейдена. Триптих ван дер Вейдена послужил источником вдохновения для некоторых работ Ханса Мемлинга, в том числе для алтарного образа Яна Флорейна.